# Presidencia francesa del Consejo de la Unión Europea (2022)
La presidencia francesa del Consejo de la Unión Europea (PFUE) en el primer semestre de 2022 estuvo enmarcada dentro del sistema de administración rotativa de dicha institución que agrupa a los ministros de los Estados miembros por sector y que representa, con el Parlamento Europeo, el poder legislativo de la Unión. Durante este período, el gobierno de Francia y su presidente Emmanuel Macron, se encargaron de encontrar compromisos entre “los Veintisiete” en temas específicos como la regulación de las plataformas digitales, además de eventos imprevistos como la invasión rusa de Ucrania. Así, trece años después de la última presidencia francesa del Consejo, el gobierno de dicho Estado presidió las reuniones del Consejo.
Durante este mandato se realizó la reunión informal del Consejo Europeo (institución distinta al Consejo de la Unión) el 10 y 11 de marzo de 2022, que tuvo lugar en el Palacio de Versalles y adoptó una declaración centrada en «la agresión de Rusia contra Ucrania» y describió «la manera en que la UE puede reforzar las capacidades de defensa, reducir la dependencia energética y desarrollar una base económica más sólida». Además, Francia también propuso la creación de la Comunidad Política Europea (CPE), una plataforma para debates políticos y estratégicos sobre el futuro de Europa, aunque el grupo se reunió por primera vez en octubre de 2022 en una cumbre que contó con participantes de 44 países europeos. Otro momento sobresaliente de la presidencia llegó el 9 de mayo (día de la Unión Europea) cuando se dieron a conocer las conclusiones de la conferencia sobre el futuro de Europa lanzada en mayo de 2021. Esta consulta pública, cuya idea fue formulada por Macron en marzo de 2019, permitió que los ciudadanos expresaran lo que esperan de la UE.
Por otra parte, las elecciones presidenciales y las legislativas francesas tuvieron lugar durante esta presidencia. Y es que aunque por lo general, los países que van a ocupar la presidencia rotatoria de la UE la posponen en caso de elecciones, Macron decidió lo contrario.

## Contexto
La refundación de la Unión Europea es el proyecto que busca la reforma institucional y constitucional para adaptar a dicha organización a los futuros cambios globales y avanzar en la integración europea. Fue iniciado en 2017 y ha sido impulsado principalmente por la Comisión Europea y el denominado eje franco-alemán. Aunque el término «refundación» ha sido utilizado especialmente por el presidente de Francia, Emmanuel Macron y su gobierno, diferentes actores políticos se han referido a la situación empleando términos variados para reflejar la voluntad de aumentar la capacidad geopolítica, la autonomía estratégica o la soberanía de la Unión. Por ejemplo, durante la presidencia francesa del Consejo de la UE en 2022, el propio Macron utilizó como eslogan las palabras «relanzamiento, poder, pertenencia».
En medio de la tensión diplomática entre Rusia y la UE y la intensificación de la rivalidad entre China y Estados Unidos, la UE comenzó a debatir la noción de autonomía estratégica, que exige a la organización defender su soberanía y promover sus intereses de manera independiente. Dicha autonomía suele vincularse a la defensa, pero podría ir más allá, teniendo en cuenta que a nivel internacional las capacidades económicas y tecnológicas han ganado relevancia. Sin embargo, varios líderes europeos aspiran a dotar a la UE de las capacidades militares que consideran necesarias para garantizar su defensa en pos de conseguir la autonomía estratégica.
Entre tanto, en Estados Unidos, los gobiernos de Donald Trump y Joe Biden asumieron una postura de relativa ruptura respecto a la UE, lo que ha generado una «pérdida de confianza» en la relación bilateral dentro de la clase política y la opinión pública en la UE. Paralelamente las nuevas relaciones eurobritánicas, tras la salida del Reino Unido de la UE en 2020, se han desarrollado en medio de un reforzamiento de la angloesfera que ha chocado con algunos intereses de la UE.

### Elecciones presidenciales de Francia
Las elecciones presidenciales de Francia de 2022 fueron las duodécimas elecciones presidenciales de la Quinta República Francesa y las undécimas celebradas mediante sufragio universal directo, con el objetivo de elegir al presidente de Francia para ejercer un mandato de cinco años. La primera vuelta de estas elecciones se realizó el 10 de abril de 2022. El presidente en el cargo, el centrista Emmanuel Macron, se presentó como candidato a la reelección.
Al no haber ningún candidato con mayoría de los votos emitidos en la primera vuelta, se llevó a cabo una segunda vuelta el domingo 24 de abril de 2022, entre los dos candidatos más votados, Emmanuel Macron y Marine Le Pen.
En comparación a las elecciones de 2017, tanto Macron como Le Pen presentaron un aumento en su número de votos en la primera vuelta. Esta es la segunda vez que se lleva a cabo una segunda vuelta con a los mismos candidatos a dos elecciones presidenciales consecutivas después de Valéry Giscard d'Estaing y François Mitterrand en las elecciones de 1974 y 1981. El tercer lugar lo obtuvo el candidato Jean-Luc Mélenchon que logró una puntuación más alta en comparación de sus otras tres candidaturas, con el 21,95% de los votos; sin embargo no logró superar a Le Pen, y una vez más estuvo ausente en la segunda vuelta.
Una vez más, los partidos políticos tradicionales están ausentes de la segunda vuelta, en proporciones aún mayores que las elección anterior. El Partido Socialista y Los Republicanos, representados respectivamente por Anne Hidalgo y Valérie Pécresse, colapsaron en puntajes históricamente bajos y no alcanzaron el umbral del 5%, condición para ser reembolsados por los gastos de campaña.
Por primera vez, las candidaturas alineadas en la extrema derecha lograron sumar más del 30% de los votos emitidos en primera vuelta, mientras que los sondeos de opinión apuntaron a una segunda ronda reñida, con la posibilidad de una victoria de Marine Le Pen.
En la segunda vuelta, Emmanuel Macron obtuvo el 58,54% de los votos emitidos, superando a su rival Marine Le Pen por 17 puntos porcentuales, lo que permitió al presidente comenzar un segundo mandato. La victoria de Macron fue mucho más amplia que la que mostraban gran parte de las encuestas.

## El mandato
La presidencia del Consejo de la Unión Europea es una responsabilidad institucional y un órgano interno del Consejo de la Unión. La presidencia es desempeñada con carácter rotatorio y en turnos preestablecidos (seis meses/semestre) por un Estado miembro. Para mejorar la eficacia, los Estados colaboran en ternas de Estados miembros, que se suele conocer bajo la denominación de «trío de presidencias».

## Conferencia sobre el Futuro de Europa
El Consejo Europeo abordará las reformas internas en sus próximas reuniones con vistas a adoptar, a más tardar en el verano de 2024, unas conclusiones sobre una hoja de ruta de los futuros trabajos.
Comunicado de prensa de diciembre de 2023.

La Conferencia sobre el Futuro de Europa fue un foro de debate y reflexión celebrado entre 2021 y 2022 donde la ciudadanía europea y diversas organizaciones no gubernamentales (ONG) aportaron ideas y opiniones sobre el porvenir institucional de la Unión Europea (UE). Se trató de una iniciativa conjunta del Parlamento Europeo, el Consejo de la Unión y la Comisión Europea, que han dado seguimiento —en sus respectivos ámbitos de competencia— a las recomendaciones formuladas durante el proceso. La Conferencia alcanzó unas conclusiones y aportó sus orientaciones en mayo de 2022.
En 2020, la idea de Emmanuel Macron para una “Conferencia de Reforma” fue adoptada por la Comisión y el Parlamento Europeo. Aunque inicialmente la conferencia debía comenzar ese año, su puesta en marcha fue aplazada como resultado de la pandemia de COVID-19, por lo que su inauguración en Estrasburgo, tuvo lugar el 9 de mayo de 2021. Adicionalmente, un impulso determinante llegó a finales de ese año cuando el gobierno Scholz de Alemania afirmó que se basaría en la conferencia como punto de partida para reformar la UE. Según esta iniciativa, la conferencia debería conducir a un proceso constitucional y, en última instancia, a un Estado federal europeo.

## Revisión del Pacto de estabilidad y crecimiento
Entre 2021 y 2022 el presidente francés, Emmanuel Macron, y el presidente del Consejo de Ministros de Italia, Mario Draghi, se mostraron dispuestos a liderar dentro de la UE, la ofensiva para transformar las normas sobre fiscalidad, inversión y ayudas de Estado que en su opinión amenazarían la recuperación de la Unión tras la pandemia de COVID-19. En este sentido, el Tratado del Quirinal —convenio de amistad bilateral firmado en noviembre de 2021— sirvió también para sentar las bases de lo que debería ser un previsto documento común que afronte la revisión del Pacto de estabilidad y crecimiento, entre otros asuntos. Así, el empuje de ambos países —que suponen algo más de un tercio del PIB de la eurozona— pretendía marcar el terreno ante el inicio de los debates que serán fundamentales en la futura gobernanza política y económica de la UE.
Las normas del PEC están suspendidas desde el inicio de la pandemia, pero algunos Estados miembros abogan por reintroducirlas en 2023 tal y como fueron concebidas en 1997. Esta idea fue considerada como inviable por Draghi y Macron quienes manifestaron que el Pacto se había quedado obsoleto. Por su parte, el canciller alemán Olaf Scholz se ha mostrado abierto a buscar una salida consensuada al debate sobre las normas fiscales que todos miembros del Consejo Europeo consideran imprescindible.

## Reforma del acuerdo de Schengen
La gestión común de las fronteras exteriores de la UE comenzó a ser una necesidad tras la puesta en marcha del espacio Schengen, que suprimió los controles fronterizos internos entre los socios en 1995. No obstante cada Estado miembro ha conservado un control sobre sus propios límites territoriales. Por su parte, las instituciones comunitarias apenas tienen potestad sobre la vigilancia y gestión de dichas fronteras a pesar de que es vital para garantizar el buen funcionamiento del espacio Schengen y del mercado interior de la Unión Europea. Además, la crisis migratoria en Europa y la pandemia de COVID-19 han puesto en peligro la libertad de circulación en la Unión Europea. Ante el riesgo de flujos migratorios descontrolados o de amenazas internacionales, los diferentes gobiernos nacionales han respondido con el cierre de sus fronteras.
Es así que en el marco del proyecto de refundación de la Unión Europea, el presidente francés Emmanuel Macron dijo —durante su rueda de prensa sobre la presidencia francesa del Consejo de la Unión Europea (2022)— que quería «una reforma del espacio Schengen» con nuevos mecanismos de protección fronteriza, ante las crisis migratorias. El jefe de Estado abogó por una UE que «sepa proteger sus fronteras» ante las crisis migratorias, al delinear una serie de reformas como la que busca la creación de mecanismos de apoyo de emergencia en caso de una crisis en la frontera de un Estado miembro. Este país debería «poder contar con el apoyo de Frontex, pero también con la solidaridad de los estados miembros» dijo.
Paralelamente, la Comisión Europea presentó su propuesta de reforma del espacio Schengen con la que busca que sean las instituciones comunitarias las que decidan el cierre de las fronteras exteriores en caso de crisis sanitaria. De esta forma, dichas instituciones tendrían la potestad de aplicar una política uniforme ante fenómenos como los de la pandemia de COVID-19. Además, la propuesta constituye un paso en la federalización de la Unión y, eventualmente, podría servir de modelo para una mejor gestión, coordinada y uniforme de otro tipo de emergencias en las fronteras exteriores, como crisis migratorias, donde ya se ha constatado que los Estados por sí solos no pueden hacer frente. Este cambio representaría una cesión más de soberanía por parte de los Estados miembros, aunque no se «perdería» ya que cada Estado tendría voz y voto en el Consejo, la segunda institución colegisladora después del Parlamento.
El proyecto señala que sería el Consejo (donde los Estados tienen voto y están representados por sus ministros), el que asuma esa potestad para decretar el cierre generalizado de fronteras, a propuesta de la Comisión y con el escrutinio del Parlamento Europeo. La nueva norma (añadida al artículo 21 del Código Schengen) permitiría a la Comisión proponer el cierre de fronteras exteriores tan pronto como el Centro Europeo para la Prevención y Control de Enfermedades detecte un fenómeno con potencial epidémico. Una vez aprobado, el cierre sería obligatorio para todos los Estados miembros.

## Respuesta de la Unión Europea a la invasión rusa de Ucrania
La respuesta de la Unión Europea a la invasión rusa de Ucrania hace referencia a las diferentes medidas adoptadas e impuestas por la Comisión Europea, el Consejo y el Consejo Europeo (Estados miembros) para sancionar económicamente a Rusia, contrarrestar los efectos de la agresión rusa iniciada en febrero de 2022 y apoyar económica y militarmente a Ucrania. Desde el inicio de la intervención militar, la UE y varios de sus aliados como Estados Unidos, decidieron aumentar las sanciones contra el gobierno ruso iniciadas en 2014 a fin de «paralizar» la capacidad rusa para «financiar su maquinaria de guerra» y dificultar su manejo de activos para obtener liquidez. Adicionalmente, varios gobiernos nacionales de los Estados miembros decidieron enviar armamento y ayuda económica al gobierno ucraniano mediante fondos nacionales y el Fondo Europeo de Apoyo a la Paz, así como facilitar la entrada de refugiados ucranianos a la Unión.

## Comunidad Política Europea (la PFUE presentó oficialmente el proyecto)
La Comunidad Política Europea (CPE) es una plataforma y foro para debates políticos y estratégicos sobre el futuro de Europa. El grupo se reunió por primera vez en octubre de 2022 en Praga en una cumbre que contó con participantes de 47 países europeos —los Estados miembros de la Unión Europea y otros estados cercanos, incluido el Reino Unido.—, así como el presidente del Consejo Europeo y el presidente de la Comisión Europea.
El proyecto había sido propuesto por el presidente francés Emmanuel Macron con el objetivo de proporcionar una plataforma de coordinación de políticas para los países de todo el continente y fomentar el diálogo político y la cooperación para abordar cuestiones de interés común, a fin de fortalecer la seguridad, la estabilidad y la prosperidad del continente europeo.

## Gabinete de Francia

### Gobierno Borne
El gobierno de Élisabeth Borne es el cuadragésimo tercer gobierno de Francia bajo la Quinta República.

## Agenda
Para presentar las prioridades de esta presidencia, Macron realizó una rueda de prensa el 9 de diciembre de 2021. Allí fue presentado el lema adoptado para este mandato: «relanzamiento, poder, pertenencia».
El 6 y 7 de enero, Emmanuel Macron recibió en París a todos los comisarios europeos antes de dirigirse al Parlamento Europeo en Estrasburgo el 19 de enero para desvelar su hoja de ruta para la PFUE. Francia trabajará en el Pacto Verde, destinado a reducir las emisiones de gases de efecto invernadero en un 55 % para 2030 en comparación con 1990. Además supervisará la implementación del plan de recuperación europeo entre otros temas.